# الحسبة (تجارة)
الحسبة هي الأمر بالمعروف إذا ظهر تركه والنهي عن المنكر إذا ظهر فعله، والمراد بالمعروف هو الأمر بالواجبات، والمندوبات والنهي عن المنكر النهي عن المحرمات والمكروهات.

## تعريف
تعني الحسبة الحساب والتحقق وهي مفهوم تطبيقي وليس مذكوراً صراحة في القرآن الكريم ولا في مجموعة الحديث الصحيح. في مراجعة لكتاب محمد عمر ميمون تفسر الحسبة كالتالي «تطبيق مفهوم الحسبة يفهم عموما على أنه إحدى الآليات لضمان تصحيح الممارسات الاقتصادية والتجارية بين الأمة الإسلامية».

## الأصل
كانت البداية في عهد النبي محمد فقد كان يتفقد الأسواق والأسعار ويمنع الغش وفي ذلك الحديث الصحيح عن أبي هريرة قال:" أن رسول الله صلى الله عَلَيْهِ وَسَلَّمَ مَرَّ عَلَى صُبْرَةِ طَعَامٍ. فَأَدْخَلَ يَدَهُ فِيهَا. فَنَالَتْ أَصَابِعُهُ بَلَلًا. فَقَالَ "مَا هَذَا يَا صَاحِبَ الطَّعَامِ؟ " قَالَ: أَصَابَتْهُ السَّمَاءُ. يَا رَسُولَ اللَّهِ! قَالَ " أَفَلَا جَعَلْتَهُ فَوْقَ الطَّعَامِ كَيْ يَرَاهُ النَّاسُ؟ مَنْ غَشَّ فَلَيْسَ مني".
ثم في عهد الخليفة عمر بن الخطاب أصبحت الحسبة مؤسسة مدنية للإشراف على سير الشؤون الاقتصادية والتجارية وكذلك في مشروعية العقود. تأسيسها تم على أساس هذه الآية: ﴿وَلَا تَقْرَبُوا مَالَ الْيَتِيمِ إِلَّا بِالَّتِي هِيَ أَحْسَنُ حَتَّى يَبْلُغَ أَشُدَّهُ وَأَوْفُوا الْكَيْلَ وَالْمِيزَانَ بِالْقِسْطِ لَا نُكَلِّفُ نَفْسًا إِلَّا وُسْعَهَا وَإِذَا قُلْتُمْ فَاعْدِلُوا وَلَوْ كَانَ ذَا قُرْبَى وَبِعَهْدِ اللَّهِ أَوْفُوا ذَلِكُمْ وَصَّاكُمْ بِهِ لَعَلَّكُمْ تَذَكَّرُونَ ۝١٥٢﴾ [الأنعام:152].
كان يشرف عمر بن الخطاب على أسواق وأسعار أسواق المدينة بنفسه، كما أولى بعض الصحابيات مثل الشفاء بنت عبدالله على سوق المدينة، وأبقى سمراء بنت نهيك على سوق مكة 
وفي أيام الخليفة عثمان بن عفان تولى الحارث بن الحكم الاشراف على أسواق المدينة كما كان الخليفة علي بن أبي طالب يمشي في السوق ومعه درته يأمر الناس بالمعروف، وينهاهم عن المنكر، روى ابن سعد في طبقاته عن الحر بن جرموز عن أبيه قال: "رأيت عليًّا -رضي الله عنه- وهو يخرج من القصر إلى السوق وعليه قطريتان، إزار إلى نصف الساق ورداء مشمر قريب منه، ومعه درة له يمشي بها في الأسواق، ويأمرهم بتقوى الله وحسن البيع، ويقول: أوفوا الكيل والميزان، ويقول: لا تنفخوا اللحم".
وكان يستمر بالخروج إلى الأسواق وحده وهو خليفة المسلمين يرشد الضال، ويعين الضعيف، ويمر بالباعة والبقالين، ويفتح عليه القرآن، ويقرأ: ﴿تِلْكَ الدَّارُ الْآخِرَةُ نَجْعَلُهَا لِلَّذِينَ لَا يُرِيدُونَ عُلُوًّا فِي الْأَرْضِ وَلَا فَسَادًا وَالْعَاقِبَةُ لِلْمُتَّقِينَ ۝٨٣﴾ [القصص:83]

## قراءات اضافية
الحسبة لشيخ الإسلام ابن تيمية